# Harry-Potter-Prequel
Als Harry-Potter-Prequel wird eine 2008 von J. K. Rowling verfasste 797 Wörter lange Kurzgeschichte bezeichnet, die ein Prequel zu den sieben Romanen um den Zauberschüler Harry Potter darstellt. Sie wurde am 11. Juni 2008 für einen guten Zweck versteigert. Der in Japan wohnende Hira Digpal ersteigerte den Text für umgerechnet ca. 31.600 Euro. Die Auktion fand ein breites Medienecho.

## Hintergrund
Obwohl J. K. Rowling mehrmals klargestellt hatte, dass sie kein Prequel zu Harry Potter schreiben würde, verkündete sie am 28. Mai 2008, dass sie eines für den Autorenverband English PEN und die Dyslexia Society verfassen würde. Sie schrieb, dass sie trotzdem nicht an einem längeren Prequel arbeite und fand, dass dies nur der beste Weg sei, Geld für zwei lobenswerte Wohltätigkeitsorganisationen zu sammeln. Die Kurzgeschichte zu schreiben habe ihr jedoch Spaß gemacht. Sie schrieb den Text auf einer einzelnen Karte.
Das Prequel ist mit den sieben Romanen die einzige Geschichte J. K. Rowlings, die Teil des Harry-Potter-Kanons ist. Daher wird es von Fans als besonders angesehen, und aufgrund seines Erscheinens nach Komplettierung der Romanreihe häufig diskutiert und interpretiert.

## Auktion
Am 11. Juni 2008 wurde die Geschichte bei der von Waterstones veranstalteten Wohltätigkeitsauktion What’s Your Story?, für die dreizehn bekannte Autoren Texte schrieben, versteigert. Bekannte Schriftsteller waren neben Rowling Doris Lessing, Margaret Atwood, Tom Stoppard, Irvine Welsh, Sebastian Faulks, Axel Scheffler, Lauren Child, Nick Hornby, Neil Gaiman, Lisa Appignanesi, Richard Ford und Michael Rosen. Alle Geschichten mussten auf DIN-A5-großen Karten geschrieben werden.
Alle Erlöse gingen an die English PEN und Dyslexia Action. Das Harry-Potter-Prequel wurde für 25.000 Pfund (ca. 31.600 Euro) an Hira Digpal, den Präsidenten der in Tokio angesiedelten Investmentbanking-Beratungsfirma Red-33, verkauft. Alle Texte zusammen brachten 47.150 Pfund (ca. 59.550 Euro) ein. Die Auktion fand in Waterstones Flagshop-Buchladen am Piccadilly Circus statt, dem größten Buchladen Europas.
Im August 2008 wurden alle Texte als Faksimile in einem Buch veröffentlicht, dessen Erlöse auch an die Wohltätigkeitsorganisationen gingen. Die Harry-Potter-Geschichte wurde bereits am 14. Juni online zur Verfügung gestellt.

## Handlung
Die Kurzgeschichte handelt von den Zaubererfreunden James Potter (Harry Potters Vater) und Sirius Black (Harry Potters Patenonkel) und spielt drei Jahre vor Harrys Geburt, also etwa 1977.
Zwei Muggel-Polizisten, Fisher und Anderson, liefern sich eine Verfolgungsjagd mit James und Sirius auf dessen verzaubertem Motorrad. In einer Sackgasse treiben sie sie in eine Ecke und stellen sie zur Rede für ihre Verstöße gegen die Verkehrsregeln. Gerade als James und Sirius den Polizisten ihre Namen verraten, fliegen drei Männer auf fliegenden Besen in die Gasse, die anscheinend ebenfalls die beiden Zauberer verfolgt haben. James und Sirius stellen das Polizeiauto mit ihren Zauberstäben aufrecht; die drei Männer krachen hinein und werden sofort außer Gefecht gesetzt. Die schockierten Polizisten fallen hin und starren die beiden Zauberer an; diese bedanken sich scherzhaft, starten ihr Motorrad und heben sofort ab in den Nachthimmel.